# Vebjørn Rodal
Vebjørn Rodal, född 16 september 1972 i Rennebu i Norge, är en norsk före detta friidrottare. Rodal blev olympisk mästare på 800 meter i Atlanta 1996. Han fostrades idrottsligen i klubben Oppdal FIK.
Rodal är en av Norges allra mest framstående friidrottare genom tiderna. Segertiden från Atlanta, 1.42,58, var gällande olympiskt rekord på distansen fram till 9 augusti 2012, då David Rudisha vid OS i London, i finalen på sträckan, noterade ett nytt världsrekord med tiden 1:40,91. 
Vid VM i friidrott 1995 tog Rodal brons på 800 meter. Han vann även silver på distansen vid EM 1994. Rodal var under sin tid som aktiv känd för sin frispråkighet och sina ovanliga träningsmetoder, utvecklade tillsammans med tränaren Kjell Arve Husby.
Rodal fick Aftenpostens guldmedalj, Norska sportjournalisternas statyett och Fearnleys olympiske ærespris efter sitt OS-guld 1996.